# Орбитална брзина
Орбитална брзина небеског тела, у општем случају, планете, природни сателита, једног вештачког сателита, или вишеструке звезде је брзина којом се окреће око барицентра система, обично око тела веће масе. Ово је карактеристично за законе класичне механике, те се стога може назвати класичном орбиталном брзином. То је, међутим, микросфера у свемирском пространству, па зато изучавамо брзину у ширем смислу, релативну орбиталну брзину.

## Класична орбитална брзина
У Кеплеровом другом закону, наводи се да кад се тело креће око своје орбите током константног времена, линија од барицентра заокружује константну површину орбиталне равни, без обзира на ком делу своје орбите тело прати у том временском периоду. Овај закон подразумева да се тело креће брже близини свог периапсиса, него код свог апоапсиса, јер на мањем растојању треба захватити већи лук да покрије исто подручје .
За прецизно израчунавање орбиталне брзине тела у било ком тренутку, у својој путањи, узима се у обзир:
{\displaystyle v={\sqrt {\mu \left({2 \over r}-{1 \over a}\right)}}}
- μ је стандардни гравитациони параметар,
- р је растојању на којем се брзина израчунава,
- а је дужина полу-главне осе елиптичне орбите.

{\displaystyle v={\sqrt {1.327\times 10^{20}~m^{3}s^{-2}\cdot \left({2 \over 1.471\times 10^{11}~m}-{1 \over 1.496\times 10^{11}~m}\right)}}\approx 30,300~m/s}
што је у складу са Другим Кеплеровим законом и незнатно је брже од Земљине орбиталне просечне брзине од 29.800 m/s.

## Релативна орбитална брзина
У гравитационом проблему два тела, према једначини очуваности орбиталне енергије {\displaystyle \epsilon \,\!} (који се такође назива vis-viva једначина), {\displaystyle v\,\!} је релативна орбитална брзина,
{\displaystyle \epsilon =\epsilon _{k}+\epsilon _{p}\!}
{\displaystyle \epsilon ={v^{2} \over {2}}-{\mu  \over {r}}=-{1 \over {2}}{\mu ^{2} \over {h^{2}}}\left(1-e^{2}\right)=-{\frac {\mu }{2a}}}
где је:
- {\displaystyle r\,\!} је орбитална растојање између органа;
- {\displaystyle \mu ={G}(m_{1}+m_{2})\,\!} је збир стандардних параметара гравитационих тела;
- {\displaystyle h\,\!} је специфични релативни угаони импулс, у смислу релативног угаоног момента подељен смањењем масе;
- {\displaystyle e\,\!} је ексцентрицитет ;
- {\displaystyle a\,\!} је полу-велика оса.

У случају радијалног кретања:
- Ако специфична орбитална енергија је позитивна, кинетичке енергије тела већа су од потенцијалне енергије: орбита је тако отворена хипербола са фокусом на другом телу.
- За случај да је систем стабилан, кинетичка енергија тела је тачно једнака потенцијална потенцијалној енергији, орбита је онда парабола са фокусом на другом телу.
- Ако је енергија негативна, потенцијална енергија тела већа од кинетичке енергије, орбита је тада затворен елипса са једним фокусом на другом телу.

Дакле, у елиптичним орбитама у односу на перицентар релативистичка орбитална брзина је:
{\displaystyle {v_{p}^{2}}={h^{2} \over {r_{p}}^{2}}={h^{2} \over {a^{2}(1-e)}^{2}}={\mu a(1-e^{2}) \over {a^{2}(1-e)}^{2}}={\mu (1-e^{2}) \over {a(1-e)}^{2}}\,\!}